# 七星河 (元江)
七星河，又称猛龙河、勐龙河，位于中国云南省红河县东北部，是元江右岸支流，发源于红河县宝华镇西南的材山马，向东流入俄垤水库，出库后转北流，又称木龙河，过县城迤萨镇以南的勐龙村后复转东流，最后在迤萨镇大黑公村万年青西北汇入元江。河长50.9千米，流域面积388.7平方千米，落差1924米。年均径流量1.55亿立方米。流域内地形起伏急剧，上游干流穿行于峡谷，下游河谷较宽，两岸冲沟发育。